# Grüblspitze
Grüblspitze är en bergstopp i Österrike.   Den ligger i distriktet Schwaz och förbundslandet Tyrolen, i den västra delen av landet, 400 km väster om huvudstaden Wien. Toppen på Grüblspitze är 2 395 meter över havet, eller 69 meter över den omgivande terrängen. Bredden vid basen är 0,45 km.
Terrängen runt Grüblspitze är huvudsakligen bergig, men norrut är den kuperad. Närmaste större samhälle är Hall in Tirol, 19,3 km nordväst om Grüblspitze. 
Trakten runt Grüblspitze består i huvudsak av gräsmarker. Runt Grüblspitze är det ganska glesbefolkat, med 42 invånare per kvadratkilometer.